# Sept Deniers - Stade Toulousain (métro de Toulouse)
Sept Deniers - Stade Toulousain est une future station du métro de Toulouse. Elle sera située sur la ligne C du métro de Toulouse, future troisième ligne du réseau toulousain entre les stations Blagnac et Ponts-Jumeaux. Sa mise en service est prévue pour 2028, après des travaux débutés en 2022.

## Nom
La station porte le nom du quartier où elle se trouvera, ainsi que le nom du Stade toulousain pour rappeler le lieu où il joue à domicile.

## Histoire
La desserte du quartier est envisagée dès les premières esquisses de tracés de la troisième ligne de métro.
Originellement prévue au cœur du quartier dans la place Job dans le tracé de décembre 2015, la station est finalement déplacée vers son emplacement actuel, malgré l'opposition du collectif de quartier. Les arguments invoqués sont notamment les possibilités de création d'un parc-relais et les nécessités de raccordements vers le centre de maintenance et de remisage situé à Ginestous,.
Les travaux débutent en décembre 2022, comme le reste de la ligne.

## Caractéristiques
La station se situerait dans le quartier de Toulouse des Sept Deniers, à l'ouest de Toulouse. La station sera située sur le site du Comité d’Entreprise d’Airbus, dit du « TOAC ». Elle sera à proximité directe de l'échangeur n°1 de l'autoroute A621, cette dernière étant enbranchée à l'échangeur n°31 du périphérique de Toulouse situé à proximité directe ; et desservira un grand secteur de logements et un complexe sportif, comprenant le Stade Ernest-Wallon.
Sur la ligne, elle se situe dans une courte section en tranchée couverte. Dans le sens Colomiers -  Labège, elle se situe juste après l'ouvrage d'entonnement permettant le raccordement vers le centre de maintenance et de remisage. Un bâtiment voyageur de dimension importante (36x23m), permettant d'accéder directement aux quais (situés à une profondeur de 20 mètres), est prévu.
La station accueillera également une gare bus, permettant le rabattement de lignes depuis le nord et le nord-ouest toulousain, prévoyant une réorganisation des lignes de bus dans ce secteur. Un parc relais de 300 places pouvant être agrandi plus tard, une aire de dépose/reprise pour le covoiturage et une aire de stationnement pour les vélos de 20 places à accès réglementé et 30 places sur parvis sont également prévues sur la station. Les itinéraires cyclables doivent être également prolongés.
La ligne de BHNS Linéo 1 passant actuellement à proximité, il semble logique que la ligne desserve la station.

## Construction
Comme l'ensemble de la ligne C du métro de Toulouse, les travaux sur la station débutent en décembre 2022, pour une mise en service en 2028.

## Aménagement culturel
La station accueillera une œuvre de Stéphane Kouchian.